# SummerSlam 2018
SummerSlam 2018 è stata la trentunesima edizione dell'omonimo evento in pay-per-view prodotto annualmente dalla WWE. L'evento si è svolto il 19 agosto 2018 al Barclays Center di Brooklyn (New York).

## Storyline
Il 15 luglio, a Extreme Rules, Alexa Bliss ha difeso con successo il Raw Women's Championship contro Nia Jax in un Extreme Rules match. La sera dopo, a Raw, la Bliss è stata brutalmente attaccata da Ronda Rousey, la quale era stata sospesa dalla federazione per la sua condotta violenta (kayfabe). Il General Manager Kurt Angle ha dunque deciso di tenere sospesa ancora per una settimana la Rousey, annunciando tuttavia che ella affronterà la Bliss a SummerSlam con in palio il Raw Women's Championship.
Nella puntata di Raw del 16 luglio il General Manager Kurt Angle avrebbe dovuto privare Brock Lesnar dell'Universal Championship qualora non si fosse presentato; al suo posto, invece, si è presentato il suo manager Paul Heyman, il quale ha annunciato ad Angle che Lesnar avrebbe difeso il tuo titolo a SummerSlam. In risposta, Angle ha annunciato due Triple Threat match in cui i due vincitori si sarebbero affrontati nella puntata di Raw del 23 luglio con in palio lo status di contendente n°1 all'Universal Championship di Lesnar. Nel primo incontro Roman Reigns ha avuto la meglio su Drew McIntyre e Finn Bálor, mentre nel secondo Bobby Lashley ha sconfitto Elias e Seth Rollins. La settimana dopo, a Raw, Reigns ha sconfitto Lashley, ottenendo dunque il diritto di sfidare Lesnar a SummerSlam per l'Universal Championship.
A Extreme Rules, AJ Styles ha difeso con successo il WWE Championship contro Rusev. Il 18 luglio è stato annunciato che la General Manager di SmackDown Paige avrebbe nominato nella puntata del 24 luglio lo sfidante di AJ Styles per il WWE Championship a SummerSlam. L'avversario scelto per affrontare Styles a SummerSlam per il WWE Championship sarà Samoa Joe.
Il 15 luglio, a Extreme Rules, Kevin Owens ha sconfitto il Mr. Money in the Bank Braun Strowman in uno Steel Cage match dopo che Strowman ha brutalmente lanciato Owens dalla cima della gabbia sul tavolo dei commentatori (e consegnandogli di fatto la vittoria). Nella puntata di Raw del 23 luglio è stato annunciato dalla Commissione di Raw Stephanie McMahon che Strowman affronterà nuovamente Owens a SummerSlam, mettendo però in palio la sua valigetta del Money in the Bank (qualora Strowman dovesse perdere in qualsiasi modo sarà Owens ad ottenere la valigetta).
A Extreme Rules, Dolph Ziggler ha difeso con successo l'Intercontinental Championship contro Seth Rollins in un 30-minute Iron Man match per 5-4 nei minuti supplementari. Nella puntata di Raw del 23 luglio è stato annunciato che Ziggler dovrà nuovamente difendere l'Intercontinental Championship contro Rollins a SummerSlam.
Nella puntata di SmackDown del 24 luglio Becky Lynch ha sconfitto la SmackDown Women's Champion Carmella in un match non titolato. Per questo motivo la Lynch ha ottenuto un'opportunità titolata allo SmackDown Women's Championship a SummerSlam. Nella puntata di SmackDown del 31 luglio la rientrante Charlotte Flair ha sconfitto Carmella, guadagnando dunque l'opportunità d'inserirsi nel match fra la campionessa e Becky Lynch a SummerSlam, trasformandolo in un Triple Threat match.
Nella puntata di SmackDown del 24 luglio è stato annunciato un torneo a quattro coppie per determinare gli sfidanti allo SmackDown Tag Team Championship dei Bludgeon Brothers. Nella prima semifinale Big E e Xavier Woods hanno eliminato Alexander Wolfe e Killian Dain. Nella successiva puntata di SmackDown i The Bar hanno sconfitto gli Usos  nella seconda semifinale. Nella puntata di SmackDown del 7 agosto Big E e Kofi Kingston del New Day hanno sconfitto i The Bar nella finale del torneo, guadagnandosi così l'opportunità di affrontare i Bludgeon Brothers per i titoli di coppia di SmackDown a SummerSlam.
Nella puntata di 205 Live del 24 luglio Drew Gulak ha vinto un Fatal 4-Way match che comprendeva anche Hideo Itami, Mustafa Ali e TJP, diventando lo sfidante al WWE Cruiserweight Championship di Cedric Alexander. Nella puntata di Raw del 30 luglio il General Manager di 205 Live Drake Maverick ha annunciato che Alexander dovrà difendere il suo titolo dei pesi leggeri contro Drew Gulak a SummerSlam.
Il 15 luglio, a Extreme Rules, Shinsuke Nakamura ha sconfitto Jeff Hardy conquistando così lo United States Championship. Nella puntata di SmackDown del 17 luglio Nakamura è stato sconfitto da Hardy per squalifica, ma ha comunque mantenuto il titolo degli Stati Uniti. Il 3 agosto è stato dunque annunciato che Nakamura dovrà difendere lo United States Championship contro Hardy a SummerSlam.
A Extreme Rules, Finn Bálor ha sconfitto Baron Corbin. Alcune settimane dopo, il "Constable" di Raw ha ottenuto la sua rivincita sconfiggendo Bálor. Nella puntata di Raw del 6 agosto è stato dunque annunciato che Corbin e Bálor si riaffronteranno a SummerSlam.
Nella puntata di Talking Smack del 24 agosto 2016 Daniel Bryan (al tempo General Manager di SmackDown) ha avuto un diverbio con The Miz, criticando quest'ultimo per il suo stile di lotta troppo prudente e mettendo poi in discussione le sue abilità all'interno del ring. The Miz ha in seguito risposto alle critiche di Bryan insultandolo pesantemente e prendendolo in giro sul fatto che non potrà più tornare a lottare per via dei suoi continui infortuni. Da questo punto in poi Bryan e The Miz hanno avuto delle sporadiche interazioni per più di un anno. Il 20 marzo 2018 Bryan ha ottenuto il via libera da parte dei medici per tornare a lottare sul ring, andando così a riaccendere la rivalità con The Miz. Nella puntata di SmackDown del 31 luglio Bryan ha sfidato The Miz per un match a SummerSlam. The Miz ha inizialmente rifiutato la sfida di Bryan per SummerSlam; salvo poi accettarla la settimana successiva.
Nella puntata di Raw del 13 agosto il B-Team ha difeso con successo il Raw Tag Team Championship contro Bray Wyatt e Matt Hardy e i Revival dopo che Axel ha schienato Wyatt. La settimana successiva, è stato annunciato che il B-Team avrebbe difeso il Raw Tag Team Championship contro i Revival a SummerSlam.
Nella puntata di SmackDown del 24 luglio Andrade "Cien" Almas ha sconfitto Rusev. La settimana successiva, Zelina Vega ha sconfitto Lana. Nella puntata di SmackDown del 7 agosto la Vega ha sconfitto nuovamente Lana. L'11 agosto è stato dunque annunciato che Almas e la Vega affronteranno Rusev e Lana a SummerSlam.

### Torneo per gli sfidanti allo SmackDown Tag Team Championship
|  | Semifinali SmackDown (24 luglio 2018–31 luglio 2018) | Semifinali SmackDown (24 luglio 2018–31 luglio 2018) | Semifinali SmackDown (24 luglio 2018–31 luglio 2018) |         |                                 | Finale SmackDown (7 agosto 2018) | Finale SmackDown (7 agosto 2018) | Finale SmackDown (7 agosto 2018) |  |
|  |                                                      |                                                      |                                                      |         |                                 |                                  |                                  |                                  |  |
|  | New Day (Big E e Xavier Woods)                       | New Day (Big E e Xavier Woods)                       | Schienamento                                         |         |                                 |                                  |                                  |                                  |  |
|  | New Day (Big E e Xavier Woods)                       | New Day (Big E e Xavier Woods)                       | Schienamento                                         |         |                                 |                                  |                                  |                                  |  |
|  | SAnitY (Alexander Wolfe e Killian Dain)              | SAnitY (Alexander Wolfe e Killian Dain)              | 07:55                                                |         |                                 |                                  |                                  |                                  |  |
|  | SAnitY (Alexander Wolfe e Killian Dain)              | SAnitY (Alexander Wolfe e Killian Dain)              | 07:55                                                |         | New Day (Big E e Kofi Kingston) | New Day (Big E e Kofi Kingston)  | Schienamento                     |                                  |  |
|  |                                                      |                                                      |                                                      |         | New Day (Big E e Kofi Kingston) | New Day (Big E e Kofi Kingston)  | Schienamento                     |                                  |  |
|  |                                                      |                                                      | The Bar                                              | The Bar | 21:32                           |                                  |                                  |                                  |  |
|  | Usos                                                 | Usos                                                 | The Bar                                              | The Bar | 21:32                           | 13:55                            |                                  |                                  |  |
|  | Usos                                                 | Usos                                                 |                                                      |         |                                 |                                  |                                  |                                  |  |
|  | The Bar                                              | The Bar                                              | Schienamento                                         |         |                                 |                                  |                                  |                                  |  |

## Risultati
| #       | Incontri                                                                                     | Stipulazioni                                                  | Durata |
| ------- | -------------------------------------------------------------------------------------------- | ------------------------------------------------------------- | ------ |
| Kickoff | Andrade e Zelina Vega hanno sconfitto Rusev e Lana                                           | Mixed tag team match                                          | 07:00  |
| Kickoff | Cedric Alexander (c) ha sconfitto Drew Gulak                                                 | Single match per il WWE Cruiserweight Championship            | 10:15  |
| Kickoff | Bo Dallas e Curtis Axel (c) hanno sconfitto The Revival                                      | Tag team match per il WWE Raw Tag Team Championship           | 06:15  |
| 1       | Seth Rollins (con Dean Ambrose) ha sconfitto Dolph Ziggler (c) (con Drew McIntyre)           | Single match per il WWE Intercontinental Championship         | 22:00  |
| 2       | Il New Day ha sconfitto i Bludgeon Brothers (c) per squalifica                               | Tag Team match per il WWE SmackDown Tag Team Championship     | 09:45  |
| 3       | Braun Strowman (Money in the Bank) ha sconfitto Kevin Owens                                  | Single match per il Money in the Bank                         | 01:50  |
| 4       | Charlotte Flair ha sconfitto Carmella (c) e Becky Lynch                                      | Triple threat match per il WWE SmackDown Women's Championship | 15:15  |
| 5       | Samoa Joe ha sconfitto AJ Styles (c) per squalifica                                          | Single match per il WWE Championship                          | 22:45  |
| 6       | The Miz ha sconfitto Daniel Bryan                                                            | Single match                                                  | 23:30  |
| 7       | Finn Bálor ha sconfitto Baron Corbin                                                         | Single match                                                  | 01:35  |
| 8       | Shinsuke Nakamura (c) ha sconfitto Jeff Hardy                                                | Single match per il WWE United States Championship            | 11:00  |
| 9       | Ronda Rousey (con Natalya) ha sconfitto Alexa Bliss (c) (con Mickie James) per sottomissione | Single match per il WWE Raw Women's Championship              | 04:35  |
| 10      | Roman Reigns ha sconfitto Brock Lesnar (c) (con Paul Heyman)                                 | Single match per il WWE Universal Championship                | 06:10  |